# Pays de Pount
Pour les articles homonymes, voir Pount.

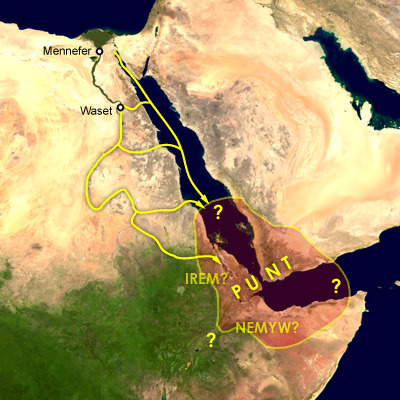
Emplacement supposé du « Pays de Pount ».

Le pays de Pount, également appelé Ta Nétjer qui signifie « pays du dieu », est un site d'échanges et de négoces qui apparaît dans les récits de l'Égypte antique, dont la localisation est encore incertaine. La majorité des auteurs situe aujourd'hui le site sur la côte africaine de la mer Rouge, allant des confins érythréo-soudanais au nord de l'actuelle Somalie. D'autres plus rares ont proposé une localisation de part et d'autre de la mer Rouge incluant le Sud de la péninsule arabique, ou encore le Levant.

## Histoire

### Ancien Empire
La plus ancienne expédition vers Pount dont nous ayons trace remonte au roi Sahourê de la Ve dynastie, aux alentours du XXVe siècle avant notre ère, tel que mentionné au verso de la pierre de Palerme, ainsi que sur les blocs retrouvés récemment par les archéologues égyptiens sur le site funéraire du roi à Abousir. Les scènes publiées par Tarek el Hawady montrent le roi Sahourê assis devant les arbres à encens visiblement replantés en Égypte (bloc SC/south/2003/06), ou debout équipé d'une herminette et s'apprêtant à entailler l'écorce pour en faire couler la résine (bloc SC/south/2003/07). Enfin, un dernier bloc présente une scène de navigation avec des gens de Pount (et des animaux exotiques), gens qui présentent des traits similaires aux Pountites représentés ligotés avec des Libyens sur la chaussée du même complexe funéraire de Sahourê.
À la fin de l'Ancien Empire (VIe dynastie), des chargés de mission, tous enterrés à Éléphantine (tombes de Qoubbet el Hawwa, Assouan) ont rapporté leur activité liée directement ou non à ce pays : Khnoumhotep accompagnant Khoui et Tjetji, Pépinakht (qui fut chargé de ramener au roi le corps d'un chef d'expédition, massacré avec ses hommes par des Bédouins, lors de l'assemblage du navire devant aller à Pount). Quant à Herkhouf, il a reproduit à l'entrée de sa tombe la lettre du roi Néferkarê mentionnant un nain (ou Pygmée ?) amené de Pount en Égypte sous le règne de Djedkarê Isési (Ve dynastie) par le dignitaire Ourdjededba.

### Moyen Empire
Vers -1950, sous le règne de Montouhotep III (XIe dynastie), un officier du nom de Henou supervisa l'envoi d'une flotte vers Pount, ainsi que le rapporte son inscription découverte au Ouadi Hammamat. Sous la XIIe dynastie, le port de Saww, point de départ vers ce pays, pourrait être situé au débouché du Ouadi Gaouasis, à Mersa Gaouasis, selon les premiers résultats fructueux de la mission italo-américaine de Kathryn Bard et Rodolfo Fattovich. On y a trouvé des abris, de la poterie typique du Moyen Empire, des rames et des éléments de navire en bois de cèdre, alors que l'égyptologue égyptien Abd El Moneim Sayed avait déjà découvert en 1976 des inscriptions datées du règne de Sésostris Ier, mentionnant les expéditions, l'une d'Antefoqer (vizir d'Amenemhat Ier puis de Sésostris Ier) et de son subalterne Ameny, l'autre d'Ânkhou. Enfin s'ajoute la stèle de l'émissaire Nebsou commémorant un voyage vers Pount sous le règne d'Amenemhat III. La boîte no 21 qui porte une courte inscription mentionnant les « produits de Pount », est datée de la 8e année du règne d'Amenemhat IV. En 1836, est découverte au wadi Gasus (sud de Safaga) à sept kilomètres de la mer Rouge, en réemploi dans une construction d'époque romaine, la stèle narrant le voyage vers Pount effectué par l'émissaire Khenty-ghéty-our, la 28e année du règne d'Amenemhat II.
Le site d'Ayn Sukhna, fouillé entre autres par Pierre Tallet dans le golfe de Suez, a aussi révélé des pièces de navires en bois et des ancres, dans une des galeries creusées dans la roche (l'activité maritime de ce site est attestée dès la IVe dynastie, en direction du Sinaï, mais les découvertes permettent de rejoindre celles de Mersa Gaouasis, quant à la fréquentation de la mer Rouge).

### Nouvel Empire

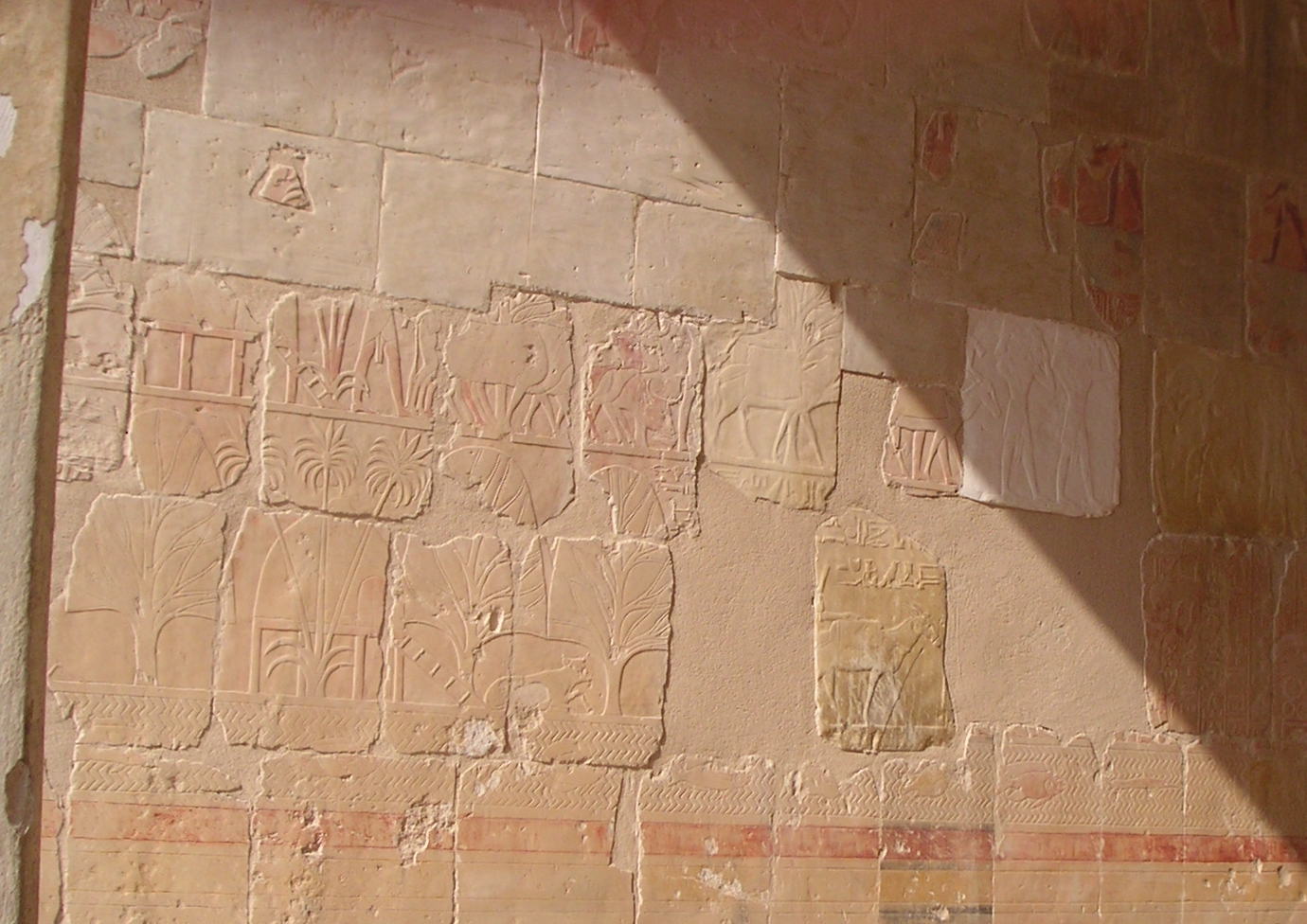
Représentation du pays de Pount. Relief du temple d'Hatchepsout à Deir el-Bahari.

Une expédition restée célèbre est celle que supervisa le haut fonctionnaire Nehesy pour la reine Hatchepsout, vers le XVe siècle avant notre ère, pour chercher de la myrrhe, de l'encens, de l'or, des peaux de léopard, des armes de jet et des boutures d'arbres à encens (qui furent replantées sur l'allée qui mène à la volée de marches du temple funéraire de cette reine, à Deir el-Bahari). Ce voyage était si important qu'il fut conservé sur les murs du portique nord de la seconde terrasse du temple.
Plusieurs de ses successeurs, dont Thoutmôsis III, eurent des rapports avec Pount.
Des scènes des tombes thébaines de Pouyemrê (TT39), d'Amenmosé (TT89), de Rekhmirê (TT100) et d'un inconnu (TT143) dépeignent la présentation du tribut de gens de Pount. L'absence de scènes de navigation maritime est peut-être due au fait que la frontière sud de l'Égypte est placée entre les quatrième et cinquième cataractes sous Thoutmôsis Ier comme indiqué sur l'inscription de Hagar el Meroua à Kurgus. Les contacts se seraient alors faits par voie de terre à la XVIIIe dynastie.
On notera le récit du voyage effectué à la XXe dynastie, sous le règne de Ramsès III (avant l'an 22 selon Pierre Grandet) consigné dans le papyrus Harris I (lignes 77,8 à 78,1 où sont évoquées les « merveilles mystérieuses » et la myrrhe rapportées de ce pays). Ce roi a appelé les produits pountites offerts à Amon les plus remarquables sur son temple de Médinet Habou : gomme, myrrhe, pigment rouge et « toute bonne herbe odorante ».

## Géographie
Sur la base des textes égyptiens, qui sont cohérents mais souvent vagues quant aux détails de situation, les chercheurs modernes localisent Pount aux alentours de la mer Rouge.
Cette région pourrait se trouver vers le sud de la Nubie, sans beaucoup plus de précisions géographiques. La liste de produits qui en sont rapportés au fil de l'histoire égyptienne indique un lien d'une part avec la savane (peaux de léopards, ivoire d'éléphant, plumes d'autruches...), d'autre part avec les zones de piémont (en Somalie ou au Yémen) où poussent les arbres à myrrhe et ceux à encens. Il est intéressant de constater la similitude des produits rapportés de Pount, avec ceux rapportés du royaume nubien de Yam par Herkhouf, sous le règne de Mérenrê (VIe dynastie) : encens, ébène, peaux de panthère, défenses d'éléphant, armes de jet. De même, les produits présentés comme tribut par les Pountites et les Nubiens, sur les scènes peintes dans la tombe de Rekhmirê (XVIIIe dynastie), montrent de grandes similitudes.
Les historiens s'accordent généralement sur l'Afrique de l'Est, sur la région côtière de Djibouti, de l'Érythrée, de la Somalie et du littoral de la mer Rouge du Soudan. Cette hypothèse, initialement proposée par Mariette au XIXe siècle, est remise en doute par certains égyptologues. En effet, certaines hypothèses récentes suggèrent ainsi que le pays de Pount aurait pu se trouver des deux côtés de la mer Rouge, à la fois sur les côtes de l'Afrique et de l'Arabie, tel que se formera plus tard le royaume d'Aksoum. En effet, les contacts riverains sont attestés dès le quatrième millénaire avant notre ère, par le commerce de l'obsidienne en particulier. Les fouilles italiennes de R. Fattovich et A. Manzo mettent en évidence un groupe humain dit « groupe de Gash » installé dès le troisième millénaire avant notre ère entre Érythrée et Soudan, sur un site côtier tel que Aqiq, ou plus loin dans les terres à Kassala (site central de Mahal Teglinos) ou Erkowit. Il apparaît un matériel d'origines diverses, en particulier au Bronze ancien de la culture du Khawlan, puis au Bronze récent de la culture de la Tihama, toutes deux au Yémen et/ou en Arabie saoudite, qui atteste de rapports maritimes entre les deux rives de la mer Rouge. On trouve aussi, sans interruption du troisième au milieu du deuxième millénaire avant notre ère, des tessons de poterie de la culture Kerma. De même, des tessons de poterie identique à celle produite aux confins érythréo-soudanais ont été trouvés à Mersa Gawasis, avec du matériel du Moyen Empire.

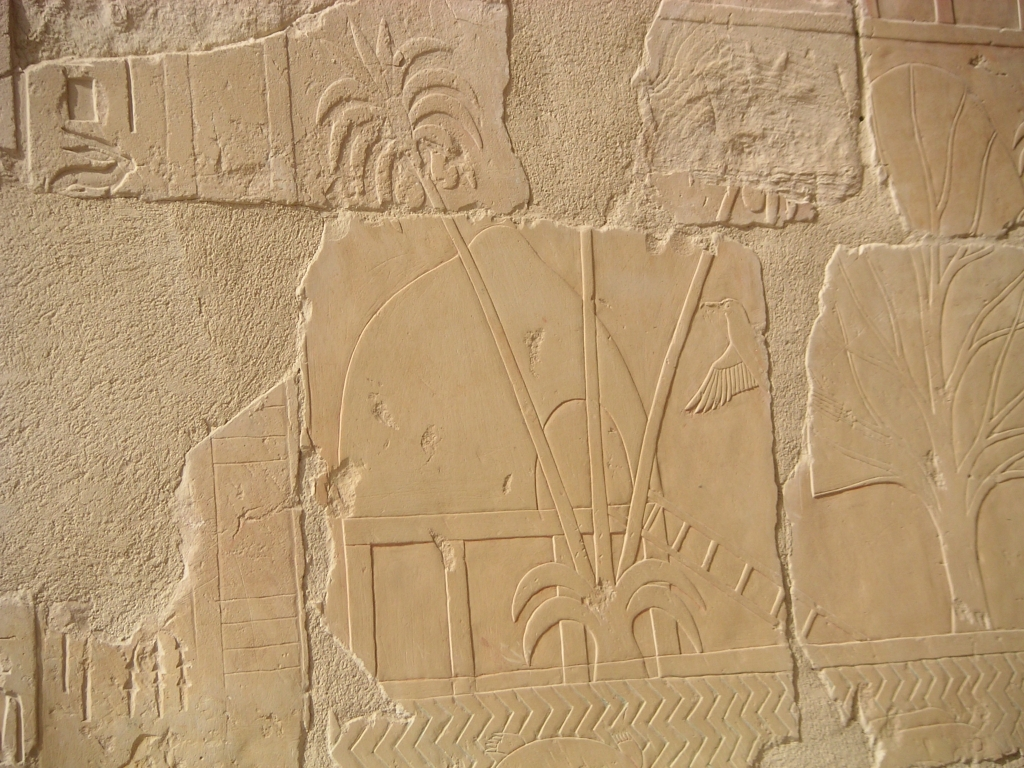
Représentation d'une maison sur pilotis du pays de Pount - Relief du temple d'Hatchepsout à Deir el-Bahari.

G.W.B. Huntingford proposa l'idée que le nom d'Opone n'est qu'un autre nom de Pount, confondant les deux régions avec Hafun (Nord-Est de la Somalie).
Un autre courant, initié par Heinrich Karl Brugsch au milieu du XIXe siècle, représenté aujourd'hui par Dimitri Meeks (qui élargit la base d'étude aux textes égyptiens d'époque tardive) propose une localisation strictement sud-arabique. Enfin, A. Nibbi associait Pount au Sinaï et au Levant méridional, réfutant la possibilité de voyages maritimes en mer Rouge. Comme Dimitri Meeks, dans son étude sur l'antique cité de Charmutha, B. Lepoivre conclut que Pount est un royaume arabe mais que le pays représenté sur les fresques de Deir Al-Bahari est la région juste en face du Sinaï par rapport au golfe d'Aqaba.
La localisation du pays de Irem, royaume noir dont les représentants sont associés à ceux de Pount sur le relief de Deir el-Bahari, pourrait permettre de fixer Pount géographiquement (en Afrique) avec plus d'assurance.
Certains chercheurs ont suggéré qu'il existerait un lien entre les Phéniciens et le pays de Pount, théories basées sur la similitude entre le mot « Put » ou « Phut » – quoique ce mot ne se réfère ni à Pount, ni à la Phénicie. Cette hypothèse est aujourd'hui considérée comme erronée. Il faut en effet noter que la gymnastique que l'on fait parfois faire à l'étymologie est surprenante. Le terme « phénicien » vient de « phoïnix » en grec, qui est littéralement la « couleur de sang » ou teinture pourpre que les Cananéens (à l'âge du bronze) puis leurs successeurs Phéniciens (à l'âge du fer) tiraient du murex, mollusque méditerranéen. C'était leur produit exporté le plus connu. On attend donc de voir le lien philologique avec « Pwnt » de l'égyptien ancien.
Le pays de Pount fut parfois identifié avec celui du peuple de Pout issu du troisième fils de Cham, selon l'Ancien Testament.

## Devenir de ce pays de Pount à la fin duXXesiècle
Alors que le Nord de la Somalie (ex-Somalie britannique) s'est déclaré indépendant en 1991 sous le nom de Somaliland, la région de la corne de la Somalie s'est proclamée région autonome du Pays de Pount ne faisant pas totalement sécession avec Mogadiscio.
De l'autre côté de la mer Rouge, le littoral du Yémen, de Mocha à Aden, l'île de Socotra et la partie méridionale de l'Oman, l'Hadramaout (la Chatramotitis de Strabon), peuvent être considérés, dans une certaine mesure, comme les « héritiers » de l'ancien Pount, car connaissant toujours, comme le Somaliland et le pays de Pount, sur les escarpements surplombant la mer Rouge, une production importante de myrrhe (Commiphora spp.), d'encens (Boswellia spp.) et de gomme (Acacia spp.), articles exportés vers tous les pays du Golfe et l'Europe.